# Mundialito féminin 1984
Navigation
Édition précédente Édition suivante
Le Mundialito féminin 1984 est la deuxième édition du Mundialito féminin, une compétition de football féminin non homologuée. Le tournoi se déroule à Jesolo et Caorle en Italie du 19 au 26 août 1984.
Quatre équipes sont invitées à cette compétition. L''Italie remporte le tournoi pour la troisième fois en battant l'Allemagne de l'Ouest 3-1 en finale.

## Résultats

### 1ertour
| Date       |                      |                      | Score |
| 19/08/1984 | Allemagne de l'Ouest | Italie               | 2 - 1 |
| 20/08/1984 | Angleterre           | Belgique             | 1 - 1 |
| 21/08/1984 | Italie               | Belgique             | 4 - 0 |
| 22/08/1984 | Allemagne de l'Ouest | Angleterre           | 2 - 0 |
| 23/08/1984 | Belgique             | Allemagne de l'Ouest | 2 - 0 |
| 24/08/1984 | Italie               | Angleterre           | 1 - 1 |

|   |                      | Pts | J | G | N | P | Bp | Bc |
| 1 | Allemagne de l'Ouest | 4   | 3 | 2 | 0 | 1 | 4  | 3  |
| 2 | Italie               | 3   | 3 | 1 | 1 | 1 | 6  | 3  |
| 3 | Belgique             | 3   | 3 | 1 | 1 | 1 | 3  | 5  |
| 4 | Angleterre           | 2   | 3 | 0 | 2 | 1 | 2  | 4  |

### Match pour la3eplace
| Date       |            |          | Score |
| 25/08/1984 | Angleterre | Belgique | 2 - 1 |

### Finale
| Date       |        |                      | Score |
| 26/08/1984 | Italie | Allemagne de l'Ouest | 3 - 1 |